# USS Jarvis (DD-393)
Lo USS Jarvis (codice e numero d'identificazione DD-393) è stato un cacciatorpediniere della United States Navy, ottava e ultima unità della classe Bagley. Fu varato dal Puget Sound Naval Shipyard di Bremerton nel maggio 1937.
Assegnato di base a San Diego, partecipò a regolari sessioni di addestramento e a esercitazioni di flotta nei primi anni di servizio. Il 7 dicembre 1941 si trovava in rada a Pearl Harbor, parzialmente inattivo, quando si scatenò l'attacco giapponese, dal quale uscì pressoché indenne; poté così ottemperare a svariate missioni di pattugliamento, vigilanza e scorta ai convogli fino al giugno 1942 inoltrato tra le Hawaii, la West Coast e i porti australiani. Passato alla Task force 61 della South Pacific Area, appoggiò gli sbarchi a Guadalcanal il 7 agosto, ma subì danni pesanti il giorno successivo durante un'incursione aerea giapponese: in ogni caso ebbe ordine di tornare alle basi a est, nelle Nuove Ebridi. Il comandante invece, per ragioni rimaste non chiare, preferì doppiare Guadalcanal verso ovest e tentare di raggiungere l'Australia. Il cacciatorpediniere fu scovato e attaccato da apparecchi giapponesi la mattina del 9 agosto e affondato in alto mare, senza lasciare superstiti.

## Servizio operativo

### Costruzione e primi anni
Il cacciatorpediniere Jarvis fu ordinato nel 1935, così chiamato in onore del giovane midshipman James C. Jarvis, rimasto ucciso nel febbraio 1800 durante lo scontro tra la fregate Constellation e La Vengeance nel contesto della Quasi-guerra. La sua chiglia fu impostata nei cantieri di Bremerton, nello stato di Washington, il 21 agosto dello stesso anno e il varo avvenne il 6 maggio 1937, officiato dalla moglie del viceammiraglio Thomas Tingey Craven, da poco collocato a riposo. Fu completato e immesso in servizio il successivo 27 ottobre, agli ordini del capitano di corvetta Robert R. Ferguson.
Il Jarvis lasciò i cantieri Puget Sound il 4 gennaio 1938 e completò la crociera di messa a punto nelle acque di San Diego, in California, per poi condurre un viaggio di prova fino a Magdalena Bay in Messico; rientrò dunque a Bremerton dove dal 12 febbraio al 6 maggio andò incontro a interventi minori. Fu subito dopo integrato nell'11ª Divisione cacciatorpediniere già composta dall'USS Craven, dall'USS Helm e dall'USS Henley, la quale faceva parte della 6ª Squadriglia cacciatorpediniere operante lungo le coste californiane dalla base di San Diego: il Jarvis fu designato nave ammiraglia sostitutiva per il comandante della squadriglia. Passato al comando del capitano di corvetta Thomas J. Casey il 24 dicembre, tra il 4 gennaio e il 12 aprile 1939 il Jarvis attraversò il canale di Panama con numerose altre unità per prendere parte a un'intensa serie di esercitazioni nel Mare Caraibico (Fleet Problem XX), in particolare ricoprendo la funzione di nave recupero per quegli aerei che avessero dovuto ammarare; rimase perciò vicino alle portaerei USS Lexington e USS Ranger. Dopo essersi rifornito alla base navale di Guantánamo, il cacciatorpediniere visitò Jacksonville e proseguì per la East Coast, ripassò il Canale il 28 aprile e si ormeggiò a San Diego.
Circa un anno più tardi, il 10 aprile 1940, salpò alla volta delle Hawaii e si fermò il 26 nella rada di Pearl Harbor, dove il governo statunitense aveva deciso di concentrare la United States Pacific Fleet: durante l'anno, al comando del capitano di corvetta Corydon H. Kimball, condusse crociere d'addestramento nell'oceano e toccò gli atolli di Midway e l'Johnston. L'8 febbraio 1941 uscì da Pearl Harbor con rotta su San Francisco, nei cui cantieri fu sottoposto a una revisione generale dal 24 all'inizio di aprile, dopodiché riprese le ordinarie sessioni di navigazione e addestramento con la 6ª Squadriglia da Oahu. In questo periodo cambiò comandante due volte, prima nella persona del tenente di vascello Leonidas W. Pancoast il 14 giugno, che cedette il posto al capitano di corvetta James R. Topper appena due mesi più tardi. Il 4 dicembre 1941 il Jarvis, reduce da esercitazioni al largo di Maui, si ormeggiò al molo 6 delle strutture della United States Navy di Pearl Harbor a babordo del gemello USS Mugford e accolse a bordo lo stato maggiore della 4ª Squadriglia: la normale ammiraglia, lo USS Selfridge, sarebbe rientrata solo qualche giorno dopo e gli ufficiali si sistemarono provvisoriamente sul Jarvis. La nave non era in stato di prontezza, poiché a bordo era salito personale civile per rinforzare le protezioni dei serbatoi (precauzionalmente svuotati), controllare due caldaie e sostituire parti della macchina di governo di babordo; elettricità e acqua erano fornite dagli impianti a terra, mentre un modesto ammontare di vapore proveniva dal Mugford.

### Il fronte dell'Oceano Pacifico

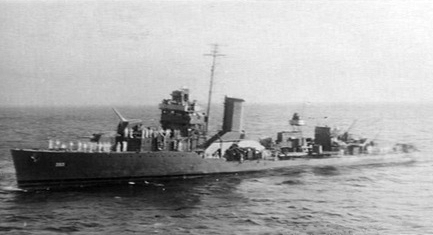
Il Jarvis all'inizio del 1942, impegnato in una delle diverse missioni di difesa al traffico navale tra gli Stati Uniti e le posizioni alleate nel Pacifico meridionale

Il Jarvis era nel pieno dei lavori quando si scatenò l'attacco di Pearl Harbor a opera della Marina imperiale giapponese e Topper non era a bordo; raggiunse la nave attorno alle 09:15, sulla quale nel frattempo l'equipaggio e lo stato maggiore della 4ª Squadriglia avevano azionato le armi: già a pochi minuti dall'inizio delle picchiate degli aerei nipponici i marinai avevano cominciato a sparare con le Browning M2 da 12,7 mm e, subito dopo, con i pezzi principali da 127 mm, presto imitati dal Mugford. Nella pausa tra la prima e la seconda ondata il capitano Topper ordinò i preparativi per salpare e uscire dalla rada: alle 10:18 il Jarvis staccò ogni cavo e tubazione che ancora lo univano al Mugford e riuscì a guadagnare il mare aperto; a bordo i danni erano limitati al proiettore da ricerca, a scalfitture di schegge provocate dal tiro teso dei cannoni contro gli aerosiluranti e a raffiche di mitragliatrice. L'equipaggio contò un limitato numero di feriti leggeri e rivendicò quattro abbattimenti, che però non poterono essere confermati.
Il Jarvis fu immediatamente inviato a pattugliare le acque circostanti Oahu contro possibili sommergibili giapponesi e accompagnò per un tratto la Task Force 8 del viceammiraglio William Halsey, di ritorno da una missione di rinforzo all'isola di Wake, accanitamente difesa dalla guarnigione. Il 14 dicembre fu integrato nella Task force 14, costituita attorno alla portaerei USS Saratoga e incaricata di recarsi a Wake: al momento della partenza due giorni più tardi, il cacciatorpediniere passò agli ordini del capitano di corvetta William R. Thayer. La squadra comunque fu richiamata indietro il 23 e tornò a Pearl Harbor sei giorni dopo, da dove il Jarvis riprese le missioni di pattugliamento. Il 23 gennaio 1942, come parte della Task force 11 (viceammiraglio Wilson Brown), trasse in salvo i 182 naufraghi della petroliera Neches, silurata dai nipponici; il 27 partecipò inoltre alla caccia all'I-171, che aveva mandato a fondo il trasporto General T. Frank a nord di Oahu, ma senza riuscire a danneggiarlo.
Il 5 o il 9 febbraio 1942 il Jarvis salpò da Pearl Harbor come parte dello schermo difensivo a un importante convoglio di undici trasporti truppe, diretto a Brisbane; il viaggio si svolse senza incidenti e si concluse il 26 nel porto. Il 7 marzo il convoglio fece rotta per Nouméa, una delle isole a nord-est dell'Australia selezionate per divenire basi avanzate statunitensi, sotto la protezione del Jarvis e dell'incrociatore leggero USS Honolulu; rimpiazzate da incrociatori neozelandesi, le due unità proseguirono la navigazione fino a Pearl Harbor, toccata il 27 marzo. Il Jarvis salpò l'8 aprile per raggiungere i cantieri di San Francisco e ricevere manutenzione, processo durato un mese. Nel viaggio di ritorno alla base vigilò su un convoglio di tredici mercantili e, lasciatili al sicuro a Pearl Harbor, fece rotta per Suva con un altro gruppo di trasporti militari e il resto della scorta, arrivando a destinazione il 18 maggio; per circa un mese condusse pattugliamenti antisommergibile nel settore delle Figi, periodo nel quale cambiò di nuovo comandante nella persona del capitano di corvetta William W. Graham (21 maggio). Il 12 giugno fu aggregato a un convoglio diretto a Sydney. Qui arrivato il 18 con le altre navi, il Jarvis fu riassegnato alla Task force 44 del contrammiraglio britannico Victor Crutchley – si trattava delle modeste forze navali del comando SWPA del generale d'armata Douglas MacArthur. In realtà il cacciatorpediniere rimase poco alle dipendenze del SWPA, dato che il 14 luglio salpò da Sydney, raggiunse Wellington cinque giorni più tardi e fu integrato nella Task force 61 del viceammiraglio Frank Fletcher, incaricata di sbarcare la 1st Marine Division a Guadalcanal, occuparne l'aeroporto e rintuzzare le controffensive giapponesi. Dopo aver preso parte ad alcune esercitazioni alle Figi (28-30 luglio), il Jarvis con le altre ottanta unità circa fece rotta per le isole Salomone il 31.

### L'affondamento

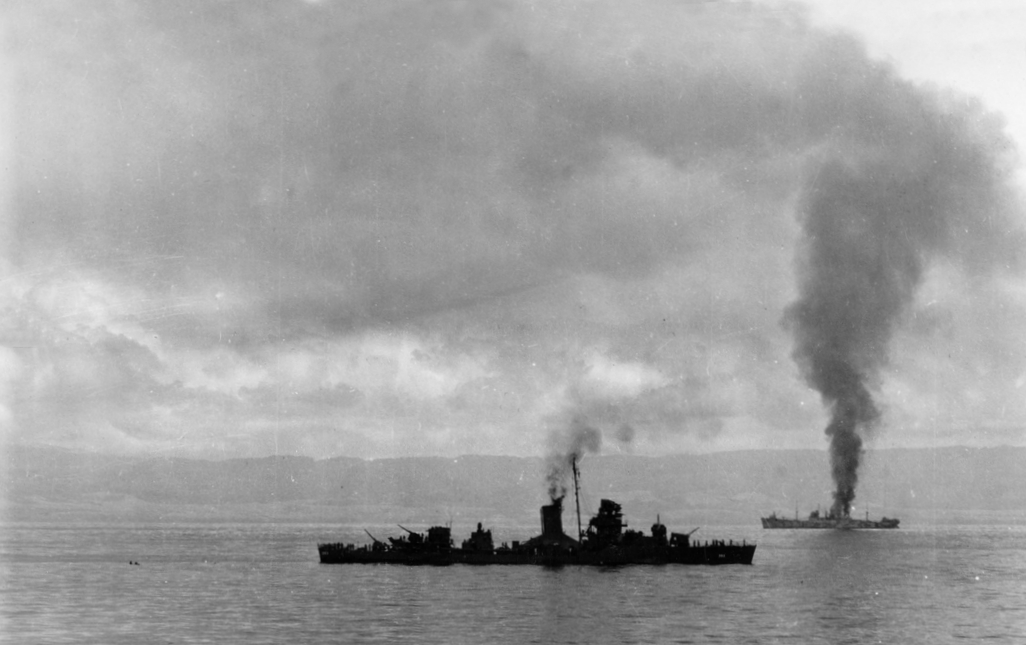
Il Jarvis e il George F. Elliot poco dopo l'attacco aereo giapponese dell'8 agosto 1942 che inflisse loro gravi danni: si noti l'appruamento del cacciatorpediniere

La mattina presto del 7 agosto i marine sbarcarono senza opposizione a Guadalcanal e sulla vicina isoletta di Tulagi, dove al contrario il pur modesto presidio giapponese dette luogo a una feroce resistenza. La principale reazione nipponica fu aerea, condotta dai reparti dell'11ª Flotta aerea di stanza a Rabaul già lo stesso 7 agosto; attorno a mezzogiorno dell'8 le numerose navi americane furono prese di mira da un gruppo di quindici caccia Mitsubishi A6M "Zero" e ventisette bombardieri Mitsubishi G4M in configurazione aerosilurante. La fitta contraerea e l'intervento di sezioni di caccia Grumman F4F Wildcat provocò perdite pesanti tra i ranghi giapponesi, ma due ordigni andarono a segno: uno ridusse a mal partito il trasporto George F. Elliot (infine mandato a fondo dagli stessi americani) e il secondo colpì a prua il Jarvis, sulla destra, uccidendo quindici uomini. L'equipaggio reagì comunque con una certa prontezza: gettò a mare i siluri dei lanciatori di destra, cercò di arginare l'acqua che entrava dallo squarcio di 15 metri e domò in pochi minuti l'incendio scoppiato a bordo. La tenuta del cacciatorpediniere non fu compromessa, tuttavia il siluro aveva impattato in corrispondenza di una sala caldaie e il Jarvis era rimasto momentaneamente immobile. Lo USS Dewey lo prese a rimorchio con l'intenzione di portarlo in una zona di bassi fondali e farlo adagiare lì, per tentare poi il recupero; il capitano Graham ottenne poi di farsi trainare fino al porticciolo di Tulagi, appena messo in sicurezza, dove parte l'apparato motore fu rimesso in funzione e dove sette feriti (o sei) furono trasferiti a bordo del trasporto d'attacco USS McCawley. A dispetto del danno considerevole, il Jarvis fu dichiarato idoneo a navigare con i suoi mezzi fino a Éfaté nelle Nuove Ebridi, per ricevere riparazioni d'emergenza; comunque il contrammiraglio Richmond Turner, comandante delle forze navali da sbarco, dispose che il cacciatorpediniere-dragamine USS Hovey attendesse al largo il cacciatorpediniere per accompagnarlo a destinazione: forse a causa della distruzione dell'antenna radio che gli impedì di apprendere di questo piano, Graham salpò di sua iniziativa attorno alla mezzanotte del 9 agosto. Egli si era inoltre liberato di tutte le scialuppe di salvataggio per ridurre il peso dell'unità, costretta a procedere lentamente a causa delle avarie.
Graham prese una rotta ovest tra la punta nord-occidentale di Guadalcanal e l'isola di Savo, probabilmente con l'idea di raggiungere Sydney, dove si trovava la nave appoggio Dobbin, e intraprendere i primi interventi alla nave. Il Jarvis si trovò così coinvolto nella battaglia notturna di Savo: alle 01:34 l'incrociatore pesante Chokai lo avvistò a breve distanza e lo scambiò per un incrociatore della classe Leander, ma non aprì il fuoco, imitato dal resto della formazione giapponese. Solamente l'incrociatore pesante Furutaka rilasciò un fascio di siluri alle 01:41 circa, che però mancarono il cacciatorpediniere. Più tardi, mentre gli incrociatori pesanti nipponici si accanivano contro gli omologhi alleati con notevoli risultati, il Jarvis ebbe a che fare con il vecchio cacciatorpediniere Yunagi, che aveva abbandonato la squadra con una conversione verso ovest: alle 01:55 iniziò un duello d'artiglieria tra le due navi, senza che un colpo giungesse a segno. Il contatto fu interrotto dopo pochi minuti e il Jarvis proseguì il suo viaggio solitario senza altri incontri ostili. Fu avvistato alle 02:50 circa dal gemello USS Blue, sopravvissuto indenne alla battaglia, e poco dopo l'alba da un aereo in perlustrazione, decollato dalla Saratoga. Alle 09:45 un velivolo del 4º Gruppo aereo nipponico localizzò il Jarvis 90 miglia a sud-ovest di Tulagi e il pilota, nel trasmettere la notizia, rinnovò l'errore di identificazione parlando di una nave da battaglia. A Rabaul si pensò pertanto che fosse l'incrociatore classe Leander fuggito nottetempo e uno stormo di sedici aerosiluranti G4M e quindici Zero, partito in mattinata per attaccare i trasporti statunitensi a Guadalcanal, fu dirottato sul Jarvis. Il cacciatorpediniere fu raggiunto alle 12:40 e per diversi minuti tenne a bada gli attaccanti con il fuoco frenetico delle poche armi funzionanti; abbatté due G4M e danneggiò altri quattro aerei, ma fu raggiunto da svariati siluri, si spezzò e alle 13:00 circa affondò 130 miglia a sud-ovest di Savo (9°42′S 158°59′E). La mancanza di qualsiasi tipo di imbarcazione d'emergenza contribuì alla morte di tutti i 233 componenti dell'equipaggio, mentre i giapponesi persero un terzo velivolo che si sfasciò all'atterraggio.
Il Jarvis ebbe tre battle star per i servizi resi durante le ostilità. Il 2 ottobre 1942 fu depennato dalla lista del naviglio in servizio con la United States Navy.